# Otto Sanchez
Otto Sanchez (Jackson Heights (New York)) is een Amerikaans acteur.

## Biografie
Sanchez is opgevoed door zijn moeder als jongste in een gezin van vier kinderen. Hij begon te studeren in reclame aan de Fashion Institute of Technology in New York van 1987 tot en met 1989. Hierna ging hij studeren met een beurs aan de Columbus College of Art and Design in Columbus en toen ging hij het acteren leren aan de HB Studio in New York waar hij les kreeg van onder andere Austin Pendleton.>
Sanchez begon in 1997 met acteren in de televisieserie Dellaventura. Hierna heeft hij nog meerdere rollen gespeeld in televisieseries en films zoals Third Watch (1999-2000), Oz (1998-2003), Bad Boys II (2003) en Burn Notice (2009).

## Filmografie

### Films
Uitgezonderd korte films.
- 2016 The Pearl - als Louis Rivera
- 2015 Terminator Genisys - als rechercheur Timmons
- 2006 Push – als Paul
- 2005 The Exonerated – als gevangenis bewaker
- 2003 Bad Boys II – als Carlos
- 2003 Kill the Poor – als Negrito
- 2001 Dregs of Society – als Matty
- 2001 Double Whammy – als Ping Pung
- 2000 Overnight Sensation – als Yucca Sanchez
- 1999 Saturn – als Que Pasa man
- 1999 Mute Love – als Richard
- 1999 El séptimo cielo – als Oscar
- 1998 Un argentino en New York – als slechte jongen

### Televisieseries
Uitgezonderd eenmalige gastrollen.
- 2016 Shades of Blue - als Raul Mendez - 2 afl.
- 2011 Blue Bloods – als Diego – 2 afl.
- 2009 Burn Notice – als Diego Garza – 4 afl.
- 2006 – 2007 Kidnapped – als Otto – 10 afl.
- 1998 – 2003 Oz – als Chico Guerra – 40 afl.
- 1999 – 2000 Third Watch – als Mikey – 3 afl.